# جاستن عبد القادر
جاستن عبد القادر (بالإنجليزية: Justin Abdelkader)‏ (ولد في 25 فبراير 1987) هو لاعب هوكي أمريكي يلعب في مركز الهجوم في فريق ديترويت رد وينجز ضمن دوري الهوكي الوطني.

## حياته
عبد القادر هو ابن لجوزيف وشيريل عبد القادر، هاجر جده يوسف عبد القادر من الأردن بعمر 19 عام إلى مسكيغون وتزوج امرأة بولندية اسمها سوزي.
ولد عبد القادر ونشأ في نورتون شورز وتخرج من ثانوية مونى شورز عام 2005.

## روابط خارجية
- جاستن عبد القادر على موقع دوري الهوكي الوطني (الإنجليزية)
- جاستن عبد القادر على موقع قاعة مشاهير الهوكي (لاعب أن.إتش.أل) (الإنجليزية)
- جاستن عبد القادر على موقع EliteProspects.com (الإنجليزية)
- جاستن عبد القادر على موقع HockeyDB.com (الإنجليزية)
- جاستن عبد القادر على موقع Hockey-Reference.com (الإنجليزية)
- جاستن عبد القادر على موقع اللجنة الأولمبية الدولية (الإنجليزية)
- جاستن عبد القادر على موقع أوليمبيديا (الإنجليزية)
- جاستن عبد القادر على موقع اللجنة الأولمبية والبارالمبية الأمريكية (الإنجليزية)